# 2:37
2:37 è un film del 2006 diretto da Murali K. Thalluri.
Ha avuto la sua anteprima mondiale a Cannes e la sua prima del Nord America al Toronto International Film Festival. È stato distribuito in Australia il 17 agosto 2006.
Racconta la complessa storia di sei studenti delle scuole superiori le cui vite sono intrecciate. Tutti e sei gli studenti hanno i loro problemi e obiettivi personali.

## Trama
Durante una normale giornata di scuola, alle 2:37 si verifica un tragico suicidio, che colpisce le vite di un gruppo di studenti e dei loro insegnanti.
Mentre la storia si sviluppa, le storie individuali dei sei adolescenti vengono rivelate, ognuna con il proprio significato personale.
Ne consegue che alla fine uno degli studenti si toglie la vita.

## Produzione
Il regista ha dichiarato che per la realizzazione del film si è ispirato al suicidio di un'amica e al suo tentato suicidio.

### Casting
Teresa Palmer venne scoperta per strada ed assunta per il film senza un provino e senza che avesse mai recitato prima.

### Riprese
Il film è stato girato ad Adelaide, in Australia, presso il St. Ignatius' College. L'attore Joel Mackenzie aveva precedentemente frequentato l'istituto.
Le scene dentro la casa sono invece state girate nell'attuale casa di Frank Sweet.

## Accoglienza

### Critica
Il film ha riscontrato un iniziale successo commerciale, generando oltre tre volte i suoi costi di produzione nelle vendite di distribuzione. Un'altra vittoria per il film è stata una standing ovation di 17 minuti al Festival di Cannes 2006.
Critici e pubblico sono stati divisi nella loro reazione, in particolare per quanto riguarda la scena del suicidio grafico alla fine del film ed una scena di stupro tra un fratello ed una giovane sorella. Alcuni gruppi di salute mentale hanno descritto il film come "pericoloso", con il timore che conduca a suicidi imitativi. Justin Chang di Variety lo ha descritto come "Un'immagine di sfruttamento nauseabondo mascherata da grave trattamento drammatico del suicidio adolescenziale". Secondo quanto riferito, le proiezioni in anteprima hanno portato alcuni membri del pubblico ad uscire o svenire in risposta alle scene di stupro e suicidio. Altri critici hanno affermato che il film è troppo simile al film di Gus Van Sant del 2003, Elephant.
Tuttavia, alcuni critici hanno elogiato il film. Urban Cinefile lo definisce "uno straordinario debutto" per Thalluri, che ha fatto il film all'età di 20. Tracee Hutchison di The Age ha descritto il film come "bello", dicendo che "dovrebbe essere proiettato in ogni liceo agli studenti degli anni 11 e 12", anche se la valutazione R18+ del film in Australia significa che ciò non può avvenire legalmente. La valutazione del film è stata molto deludente per Thalluri, che è stato dichiarato "sventrato" dal fatto che il pubblico previsto dei giovani adolescenti non avrà l'opportunità di vedere il film. Thalluri ha affermato che lo scopo della scena del suicidio era quello di rappresentare la sofferenza e il rimpianto della vittima suicida e di dissipare qualsiasi conseguenza che l'atto del suicidio fosse facile o semplice.
Ulteriori controversie sono sorte riguardo alle affermazioni di Thalluri secondo cui il film era stato scritto su un'amica Kelly Mason, che gli aveva inviato un video suicida prima di togliersi la vita. Le indagini del The Australian hanno messo in dubbio l'esistenza dell'amica di Thalluri, così come altre dichiarazioni che ha fatto sugli eventi della sua vita che hanno portato alla creazione del film. Suo cugino Ann ha difeso pubblicamente la sua storia e lo stesso Thalluri ha definito le dichiarazioni "offensive", "maleducate" e "ridicole".

### Botteghino
Girato con un budget stimato di 1 000 000 dollari australiani, il film ha incassato 447 290 dollari nella sola Australia.

## Riconoscimenti
- 2006 - Australian Cinematographers Society
  - SA & WA Gold Award
- 2006 - Australian Film Institute Awards
  - Nomination Miglior sceneggiatura originale a Murali K. Thalluri
  - Nomination Miglior attrice protagonista a Teresa Palmer
  - Nomination Young Actor's Award a Frank Sweet
- 2006 - Festival di Cannes
  - Nomination Un Certain Regard[13]
- 2006 - Tokyo International Film Festival
  - Nomination Tokyo Grand Prix

## Documentario
Nel 2007 è stato distribuito in home video un documentario sulla realizzazione del film intitolato The making of 2:37.